# Vico nel Lazio
Vico nel Lazio là một đô thị ở tỉnh Frosinone trong vùng Lazio, có vị trí cách khoảng 70 km về phía đông của Roma và khoảng 15 km về phía bắc của Frosinone. Tại thời điểm ngày 31 tháng 12 năm 2004, đô thị này có dân số 2.217 người và diện tích là 45,8 km².
Vico nel Lazio giáp các đô thị: Alatri, Collepardo, Guarcino, Morino.